# Masivul Andringitra
Masivul Andringitra („deșert de roci”) este un masiv de granit situat în Parcul Național Andringitra în Madagascar. Lanțul este lung de aproximativ 64 kilometri (40 mi). În zona sa centrală, lanțul montan este larg de aproape 10 kilometri (6,2 mi), deși este mult mai îngust la fiecare capăt. Pic Boby, cel mai înalt vârf, se află la 2658 de metri (8.720 ft) înălțime.
Masivul variază dramatic în funcție de pantă și altitudine. Pantele estice tind să fie sterpe, cu stânci abrupte și canale stecurat printr stânci de eroziunea cauzată de furtunile tropicale. Pantele vestice tind să se încline mai treptat și sunt parțial împădurite. Baza munților este tropicală, dar pădurea cedează loc covoarelor groase de licheni. La aproximativ 2.000 metri (6.600 ft), există o centură de arbuști rezistenți. Deasupra acestei centuri munții sunt o pășune golașă.
Astăzi, este ocupat în principal de păstori și ciobani care se mișcă în mod constant pentru a găsi cele mai proaspete terenuri de pășunat pentru animalele lor. În ultima vreme, mulți turiști și aventurieri au vizitat zona, deoarece oferă atât numeroase oportunități de drumeții, precum și vederi uimitoare și formațiuni geologice.